# Chuchuhuani
Chuchuhuani (auch: Chuchahuani oder Carhuani) ist eine Ortschaft im Departamento Cochabamba im südamerikanischen Andenstaat Bolivien.

## Lage im Nahraum
Chuchuhuani liegt in der Provinz Ayopaya und ist eine Ortschaft des Cantón Ayopaya im Municipio Ayopaya. Die Ortschaft liegt auf einer Höhe von 3407 m am Río Chako Mayu, der in nordöstlicher Richtung zum Río Negro fließt.

## Geographie
Chuchuhuani liegt zwischen der Cordillera Mazo Cruz und der Cordillera del Tunari, einem nordwestlichen Teilabschnitt der Cordillera Oriental. Das Klima ist ein typisches Tageszeitenklima, bei dem die Temperaturschwankungen zwischen Tag und Nacht deutlicher ausfallen als zwischen den Jahreszeiten.
Die Jahresdurchschnittstemperatur der Region liegt bei etwa 6 °C (siehe Klimadiagramm Challa Grande) und schwankt nur unwesentlich zwischen 2 °C im Juni und Juli und gut 8 °C im November und Dezember. Der Jahresniederschlag beträgt etwa 650 mm, bei einer ausgeprägten Trockenzeit von Mai bis August mit Monatsniederschlägen unter 10 mm, und einer Feuchtezeit von Dezember bis Februar mit bis zu 155 mm Monatsniederschlag.

## Verkehrsnetz
Chuchuhuani liegt in einer Entfernung von 192 Straßenkilometern nordwestlich von Cochabamba, der Hauptstadt des Departamentos.
Durch das 25 Kilometer weiter südlich gelegene Independencia führt die unbefestigte Nationalstraße Ruta 25, die in Nordwest-Südost-Richtung von La Paz über Chulumani nach Independencia und weiter nach Cochabamba führt. Von Independencia aus führt eine Landstraße in nördlicher Richtung vorbei am Friedhof „Cementeria Independencia“ und erreicht über Manzanani nach achtzehn Kilometern Quiraya und führt weiter in das zehn Kilometer entfernte Chuchuhuani.

## Bevölkerung
Die Einwohnerzahl der Ortschaft ist in dem Jahrzehnt zwischen den beiden letzten Volkszählungen um fast ein Drittel zurückgegangen:
| Jahr | Einwohner         | Quelle       |
| ---- | ----------------- | ------------ |
| 1992 | keine Detaildaten | Volkszählung |
| 2001 | 270               | Volkszählung |
| 2012 | 195               | Volkszählung |
| 2024 |                   | Volkszählung |

Der überwiegende Teil der örtlichen Bevölkerung gehört dem indigenen Volk der Quechua an, im Municipio Ayopaya sprechen 97,9 Prozent der Bevölkerung Quechua.